# Siratoba referens
Espèce
Synonymes
- Ariston referens Muma & Gertsch, 1964

Siratoba referens est une espèce d'araignées aranéomorphes de la famille des Uloboridae.

## Distribution
Cette espèce se rencontre aux États-Unis en Arizona et au Mexique,.

## Description
Le mâle holotype mesure 2,5 mm et la femelle paratype 2,8 mm.
Le mâle décrit par Opell en 1979 mesure 2,7 mm en moyenne et la femelle 3,2 mm.

## Publication originale
- Muma & Gertsch, 1964 : The spider family Uloboridae in North America north of Mexico. American Museum Novitates, no 2196, p. 1-43 (texte intégral).